# Great Clacton
Great Clacton is een stadsdeel van de Engelse stad Clacton-on-Sea in het graafschap Essex. Het is tevens de oude kern van de stad, die als badplaats pas in de negentiende eeuw tot ontwikkeling kwam. De civil parish draagt de naam Clacton.
Het gebied in en rond Clacton behoort tot de oudst bewoonde delen van Engeland, met paleolithische vondsten die teruggaan tot ca. 300.000 v.Chr. Rond 100 v.Chr. vestigden Kelten zich op de plaats van Great Clacton. De naam van de plaats komt uit de tijd van de Saksen, toen de nederzetting bekendstond als "Clacc Inga Ton", dorp van het volk van Clacc (een Saksenleider). In het Domesday Book van 1086 werd het dorp samen met Little Clacton als "Clachintuna" vermeld en werd de belastingopbrengst geschat op 20 eenheden geld. Men stelde de bevolkingsomvang op 152 huishoudens, zeer groot voor die tijd.
In 1870-72 telde het plattelandsdorp nog 1280 inwoners. Inmiddels was de badplaats Clacton-on-Sea in 1871 tot ontwikkeling gebracht. Door sterke groei zou de badplaats later met de oude kern samensmelten.
De dorpskerk van het oude Great Clacton is gewijd aan Johannes de Doper. Schip en priesterkoor ervan dateren uit de twaalfde eeuw, de toren uit de vijftiende. Langs de oudste straten van het dorp, St Johns Road en Old Road, staan nog diverse bouwwerken uit de zestiende en zeventiende eeuw.